# Sanica (Ključ)
Pour les articles homonymes, voir Sanica.
Sanica (en cyrillique : Саница) est un village de Bosnie-Herzégovine. Il est situé dans la municipalité de Ključ, dans le canton d'Una-Sana et dans la fédération de Bosnie-et-Herzégovine. Selon les premiers résultats du recensement bosnien de 2013, il compte 1 943 habitants.

## Démographie

### Évolution historique de la population
| 1948 | 1953 | 1961  | 1971  | 1981  | 1991  | 2013  |
| ---- | ---- | ----- | ----- | ----- | ----- | ----- |
| -    | -    | 2 028 | 2 114 | 2 253 | 2 241 | 1 943 |

|  |

### Communauté locale
En 1991, la communauté locale de Sanica comptait 6 771 habitants, répartis de la manière suivante :